# Hilton (Ontario)
Hilton to gmina (ang. township) w Kanadzie, w prowincji Ontario, w dystrykcie Algoma.
Powierzchnia Hilton to 115,78 km². Według danych spisu powszechnego z roku 2001 Hilton liczy 258 mieszkańców (2,23 os./km²).